# 유여운
유여운(1992년 5월 12일 ~ )은 대한민국의 배우이다.

## 학력
- 한양대학교 연극학과

## 출연작

### 영화
- 《또 하나의 약속》 (2014년) - 한윤석 역

### 드라마
- 2012년 JTBC 주말드라마 《무자식 상팔자》 - 민규 역
- 2013년 KBS2 단막극 《KBS 드라마 스페셜 - 비의 나라》 - 단우 역
- 2014년 MBC 주말드라마 《호텔 킹》 - 은성재 역
- 2014년 KBS2 단막극 《KBS 드라마 스페셜 - 칠흑》 - 이찬영 역
- 2014년 웹 드라마 《그리다, 봄》 - 윤찬 역 (네이버 tvcast)
- 2015년 SBS 주말극장 《떴다! 패밀리》 - 젊은 홍갑 역
- 2015년 KBS2 수목드라마 《착하지 않은 여자들》
- 2015년 KBS1 주말드라마 《징비록》 - 도요토미 히데쓰구 역
- 2015년 KBS2 월화드라마 《후아유 - 학교 2015》 - 수영부 선배 역
- 2015년 KBS2 수목드라마 《복면검사》
- 2015년 KBS2 월화드라마 《너를 기억해》 - 이진우 역
- 2015년 JTBC 금토드라마 《디데이》
- 2016년 웹 드라마 《투모로우보이》 - 김남수 역
- 2016년 웹 드라마 《두근두근 가상연애》
- 2016년 웹 드라마 《응답하라 평창, 100 °F》 - 황인준 역
- 2020년 MBC 수목드라마 《더 게임: 0시를 향하여》 - 성민재 역
- 2020년 KBS2 월화드라마《계약우정》 - 안성도 역

### 뮤직비디오
- 버나드 박 - 난 (2014년)
- 버나드 박 - Before The Rain (2014년)